# José María Gorordo
José María Gorordo Bilbao (Plencia, 1947) es un abogado, economista y político español.

## Biografía
José María Gorordo se licenció en Derecho y Ciencias Económicas por la Universidad de Deusto. Fue profesor en la facultad de Ciencias Económicas de la Universidad de Deusto, impartiendo los cursos de Contabilidad (1970-1971), de Economía de Empresa y de Organización de Empresas (1974-1976).
De 1971 a 1976 fue director financiero de Galletas Artiach. Se hizo miembro del Partido Nacionalista Vasco (PNV) en 1976. A partir de ese año y hasta 1980 ejerció el cargo de consejero de la Editorial Iparraguirre, editora del diario nacionalista Deia. De 1980 a 1997, fue secretario de la Cámara de Comercio, Industria y Navegación de Bilbao. En 1985 asumió la dirección general de la radiotelevisón pública vasca EiTB, cargo desde el que puso en marcha las emisiones del canal en castellano ETB2, con polémica dado que el Gobierno español no había concedido permiso. En 1987 abandonó su cargo en EiTB cuando fue designado por el PNV candidato a la alcaldía de Bilbao.
En las elecciones municipales de 1987 fue elegido alcalde de Bilbao. Aunque acordó un pacto de gobierno entre el PNV y el PSE, repartió responsabilidades de gobierno a los demás grupos políticos. Durante su mandato el Ayuntamiento puso en marcha el periódico municipal Bilbao, compró la finca del parque Etxebarria, entonces la mayor extensión verde de Bilbao, y proyectó la reforma de La Alhóndiga en colaboración con Jorge Oteiza y Francisco Javier Sáenz de Oiza en un diseño innovador que finalmente no se llevó a cabo.
En diciembre de 1990 abandonó la alcaldía por discrepancias con la dirección del PNV, que acabaría expulsándole del partido. Tras su frustrada candidatura a la presidencia del Athletic Club en junio de 1994, fundó su propio partido político, Iniciativa Ciudadana Vasca (ICV-EHE), con el que fue elegido concejal del ayuntamiento de Bilbao en las elecciones municipales de 1995, cargo que ocupó hasta 2002. En abril de ese año abandonó la política activa, al tiempo que fue nombrado consejero del Tribunal de Cuentas Públicas del País Vasco a propuesta del PNV.
En 2006 se doctoró en Derecho por la Universidad del País Vasco y en 2009 se doctoró en Economía Pública por la Universidad Católica de Valencia San Vicente Mártir. En ambas ocasiones recibió la calificación de sobresaliente cum laude por unanimidad.
En 2017 se doctoró en Historia por la Universidad de Valladolid, con la calificación de sobresaliente cum laude. En 2019 acudió a un acto de apoyo a la abogada Jone Goirizelaia en su candidatura a la alcaldía de Bilbao por EH Bildu.

## Obras
- La política de otra manera (1993).
- Cámaras Oficiales de Comercio, Industria y Navegación (2005).
- El control de las cuentas públicas (2009).
- Cámaras de Comercio, Industria y Navegación, 125 años con las empresas al servicio de la economía española (2012), en colaboración con otros.
- Obras de fray Domingo de Lerín y Clavijo (2014), estudio preliminar.
- Bizkaia en la Edad Media (2018), dos tomos.